# Štefan Sečka

Wappen von Štefan Sečka als Diözesanbischof von Spiš

Štefan Sečka (* 6. Juli 1953 in Spišský Štvrtok; † 28. Oktober 2020 in Levoča) war ein slowakischer Geistlicher und römisch-katholischer Bischof von Spiš.

## Leben
Štefan Sečka studierte ab 1971 Philosophie und Theologie an der römisch-katholischen Cyril- und Methodius-Fakultät für Theologie in Bratislava fort. Am 6. Juni 1976 spendete ihm Julius Gábriš in Bratislava die Priesterweihe. Nach seiner Priesterweihe 1976 bis 1978 absolvierte er den Militärdienst. Nach seiner Tätigkeit in der Gemeindepastoral wurde er am 1. Mai 1990 Vize-Rektor am Priesterseminar in Spiš.
Am 9. Juni 1992 ernannte ihn Papst Johannes Paul II. zum Monsignore; er erlangte am 12. Juni 1997 das Lizenziat an der Katholischen Universität Lublin. Am 4. Mai 2000 promovierte er zum Doktor der Theologie an der Comenius-Universität von Bratislava.
Am 26. Juni 2002 ernannte ihn Papst Johannes Paul II. zum Weihbischof in Spiš und zum Titularbischof von Sita. Die Bischofsweihe spendete ihm der Bischof von Spiš, František Tondra, am 27. Juli 2002 in der St. Martins-Kathedrale von Spiš. Mitkonsekratoren waren der Apostolische Nuntius in der Slowakei, Erzbischof Henryk Józef Nowacki und der Erzbischof von Košice, Alojz Tkáč. Sein Wahlspruch lautete: CRUX CHRISTI PERFICIAT NOS („Das Kreuz Christi vervollkommnet uns“).
Ende August 2002 ernannte ihn František Tondra zu seinem Generalvikar. In der Slowakischen Bischofskonferenz wurde er am 22. Oktober 2002 Vorsitzender des Rates für die Caritas (Slowakische katholische Nächstenliebe (SKCH) als nichtstaatlicher barmherziger, sozialer, medizinischer und pädagogischer Dienst) und Mitglied der Kommission für den Klerus.
Am 4. August 2011 ernannte ihn Papst Benedikt XVI. zum Bischof von Spiš, die Amtseinführung erfolgte am 10. September.
Er starb am Morgen des 28. Oktobers 2020. Er litt an einer schweren Herzkrankheit und war Diabetiker.